# Bellignat
Bellignat és un municipi francès situat al departament de l'Ain i a la regió d'Alvèrnia-Roine-Alps. L'any 2007 tenia 3.472 habitants.

## Demografia

### Població
El 2007 la població de fet de Bellignat era de 3.472 persones. Hi havia 1.569 famílies de les quals 592 eren unipersonals (220 homes vivint sols i 372 dones vivint soles), 440 parelles sense fills, 409 parelles amb fills i 128 famílies monoparentals amb fills.
La població ha evolucionat segons el següent gràfic:
Habitants censats

### Habitatges
El 2007 hi havia 1.757 habitatges, 1.582 eren l'habitatge principal de la família, 15 eren segones residències i 160 estaven desocupats. 550 eren cases i 1.177 eren apartaments. Dels 1.582 habitatges principals, 534 estaven ocupats pels seus propietaris, 1.016 estaven llogats i ocupats pels llogaters i 32 estaven cedits a títol gratuït; 109 tenien una cambra, 267 en tenien dues, 427 en tenien tres, 352 en tenien quatre i 427 en tenien cinc o més. 1.016 habitatges disposaven pel capbaix d'una plaça de pàrquing. A 849 habitatges hi havia un automòbil i a 525 n'hi havia dos o més.

### Piràmide de població
La piràmide de població per edats i sexe el 2009 era:
| Homes | Edats   | Dones |
| ----- | ------- | ----- |
| 0     | 95 o +  | 0     |
| 0     | 90 a 94 | 12    |
| 8     | 85 a 89 | 16    |
| 0     | 80 a 84 | 12    |
| 24    | 75 a 79 | 32    |
| 44    | 70 a 74 | 40    |
| 56    | 65 a 69 | 64    |
| 40    | 60 a 64 | 64    |
| 68    | 55 a 59 | 64    |
| 140   | 50 a 54 | 124   |
| 184   | 45 a 49 | 144   |
| 88    | 40 a 44 | 128   |
| 124   | 35 a 39 | 144   |
| 136   | 30 a 34 | 144   |
| 144   | 25 a 29 | 164   |
| 256   | 20 a 24 | 144   |
| 148   | 15 a 19 | 140   |
| 120   | 10 a 14 | 132   |
| 104   | 5 a 9   | 76    |
| 100   | 0 a 4   | 80    |

## Economia
El 2007 la població en edat de treballar era de 2.481 persones, 1.884 eren actives i 597 eren inactives. De les 1.884 persones actives 1.662 estaven ocupades (880 homes i 782 dones) i 222 estaven aturades (99 homes i 123 dones). De les 597 persones inactives 157 estaven jubilades, 252 estaven estudiant i 188 estaven classificades com a «altres inactius».

### Ingressos
El 2009 a Bellignat hi havia 1.515 unitats fiscals que integraven 3.481,5 persones, la mediana anual d'ingressos fiscals per persona era de 17.180 €.

### Activitats econòmiques
Dels 239 establiments que hi havia el 2007, 2 eren d'empreses extractives, 3 d'empreses alimentàries, 5 d'empreses de fabricació de material elèctric, 1 d'una empresa de fabricació d'elements pel transport, 71 d'empreses de fabricació d'altres productes industrials, 20 d'empreses de construcció, 46 d'empreses de comerç i reparació d'automòbils, 7 d'empreses de transport, 5 d'empreses d'hostatgeria i restauració, 2 d'empreses d'informació i comunicació, 19 d'empreses financeres, 8 d'empreses immobiliàries, 23 d'empreses de serveis, 15 d'entitats de l'administració pública i 12 d'empreses classificades com a «altres activitats de serveis».
Dels 43 establiments de servei als particulars que hi havia el 2009, 1 era una oficina de correu, 1 una oficina bancària, 10 tallers de reparació d'automòbils i de material agrícola, 1 taller d'inspecció tècnica de vehicles, 2 autoescoles, 2 paletes, 1 guixaire pintor, 4 fusteries, 7 lampisteries, 1 electricista, 1 empresa de construcció, 2 perruqueries, 1 agència de treball temporal, 3 restaurants, 2 agències immobiliàries, 1 tintoreria i 3 salons de bellesa.
Dels 10 establiments comercials que hi havia el 2009, 1 era un hipermercat, 1 una gran superfície de material de bricolatge, 1 una botiga de menys de 120 m², 1 una fleca, 2 llibreries, 1 una botiga d'electrodomèstics, 1 una botiga de mobles, 1 una botiga de material de revestiment de parets i terra i 1 una joieria.

## Equipaments sanitaris i escolars
L'únic equipament sanitari que hi havia el 2009 era una farmàcia.
El 2009 hi havia 2 escoles maternals i 2 escoles elementals. A Bellignat hi havia 1 liceu d'ensenyament general i 1 liceu tecnològic. Als liceus d'ensenyament general hi havia 481 alumnes i als liceus tecnològics 266.
```
Disposava d'una escola d'enginyers.
```

## Poblacions més properes
El següent diagrama mostra les poblacions més properes.